# Šari
Šari (tudi Chari oz. Shari) je 949 km dolga reka, ki teče v Srednji Afriki po ozemljih Srednjeafriške republike in Čada. Izliva se v jezero Čad, kateraga je glavni pritok (nosi 90 % vsega pritoka). Njeno porečje znaša 548.747 km².
Glavni pritoki so: Logone, Bahr Salamat, Bahr Sarh, Bahr Aouk in Bahr Keïta. 